# Aleuria aurantia
Aleuria aurantia (tiếng Anh:Orange Peel Fungus - Nấm vỏ cam) là một loài nấm trong họ Pezizales. Nó có màu cam rực rỡ, quả thể hình chém, giống như vỏ cam nằm rải trên mặt đất. Tại châu Âu, Aleuria aurantia có thể bị nhầm lẫn với những loài Otidea hoặc Caloscypha có độc hoặc không rõ tính ăn được.

## Phân bố và môi trường sống
Loài mọc trên đất sét hoặc đất trống bị xáo trộn trên khắp Bắc Mỹ và châu Âu. Thu hoạch Aleuria aurantia chủ yếu là vào cuối mùa hè và mùa thu.

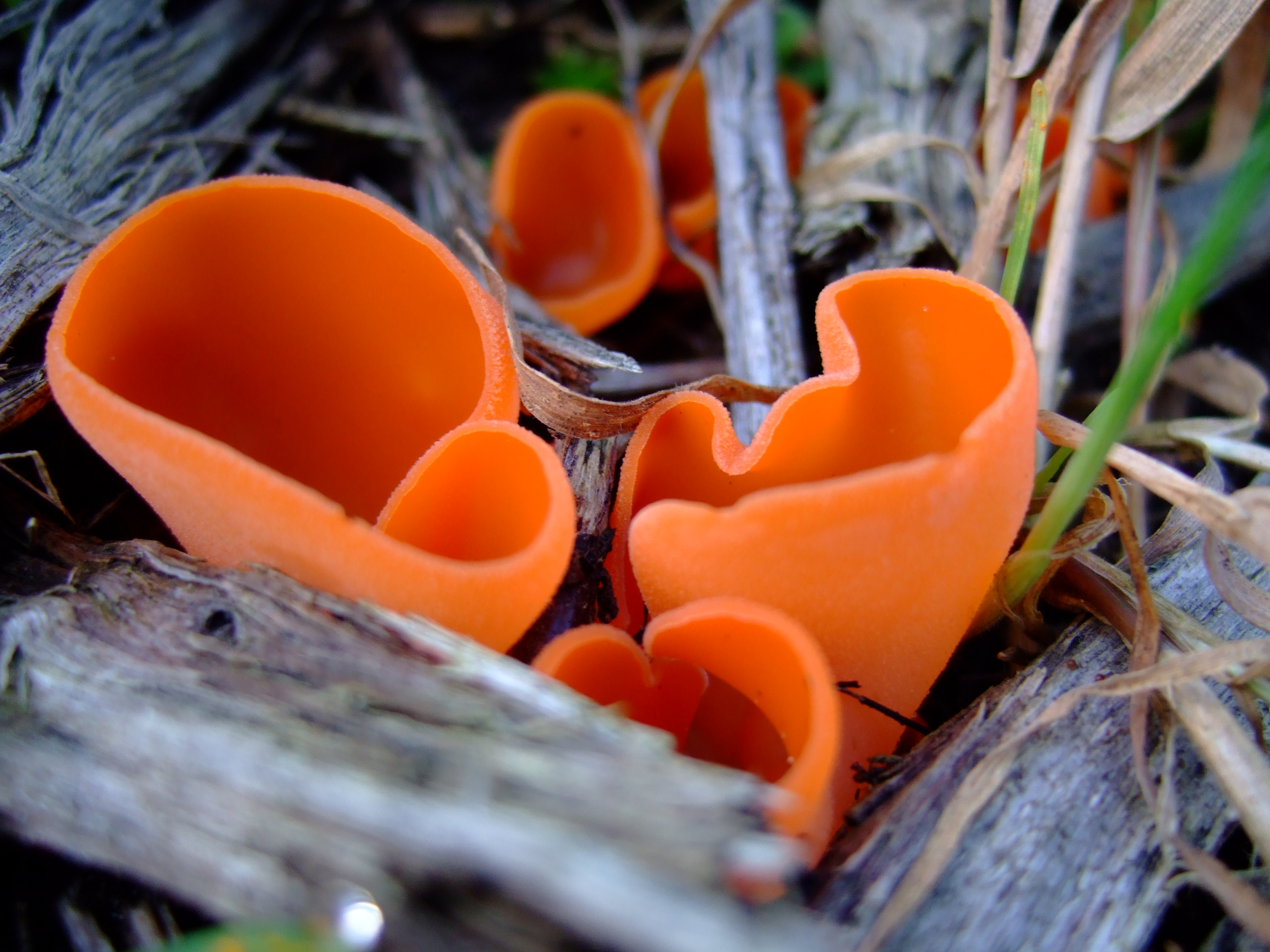
Aleuria